# 长梗微孔草
长梗微孔草（学名：Microula longipes）是紫草科微孔草属的植物，是中国的特有植物。分布在中国大陆的四川等地，生长于海拔3,300米至3,500米的地区，多生于山地林边，目前尚未由人工引种栽培。
其种加词“Longipes”意为“长梗的”，“长柄的”。